# Шань Їн
Шань Їн (7 серпня 1978) — китайська плавчиня.
Призерка Олімпійських Ігор 1996 року.
Чемпіонка світу з водних видів спорту 1994 року, призерка 1998 року.
Переможниця Азійських ігор 1994 року.